# Lindoi
Lindoi o Leudovino, Lindoí in catalano e Lindoi in spagnolo (prima metà del IX secolo – dopo l'878), è stato un nobile franco, visconte di Narbona dall'876 all'878.

## Origine
Lindoi era un nobile franco, di cui non si conoscono gli ascendenti.

## Biografia
Di Lindoi si hanno poche notizie.

La penisola iberica con a nord la marca di Spagna e Tolosa verso la metà del IX secolo

Lindoi viene citato come visconte di Narbona, nella Gran enciclopèdia catalana - vescomtat de Narbona.
Lindoi lo troviamo citato col titolo di visconte (Linduinum quoque vicecomite) nella lettera n° 122 di papa Giovanni VIII. 

Anche Jacqueline Caille, nel suo Vicomtes et vicomté de Narbonne, Des origines au début du xiiie siècle, cita l'epistola n° 122, datata 878, di papa Giovanni VIII in cui Lindoi viene citato come visconte Lettre du pape Jean VIII nommant un certain Lindoin, qualifié de vicecomes.
Lindoi secondo la Gran enciclopèdia catalana - Lindoí, nell'878, insieme al conte di Rossiglione e di Conflent, Miró I, insorse contro il  marchese di Settimania (o di Gotia), Bernardo di Gotia, che, nell'877, si era ribellato contro l'imperatore Carlo il Calvo, assieme a Bosone I di Provenza, Bernardo Piede di Velluto conte di Tolosa ed Alvernia e Ugo l'abate marchese di Neustria, non inviando in Italia le truppe richieste, e aveva continuato la ribellione contro il successore di Carlo sul trono dei Franchi occidentali, il figlio Ludovico il Balbo. Bernardo di Gotia devastò la viscontea di Narbona e la contea di Rossiglione espulse e sostituì il clero dalla diocesi di Narbona.
Anche se, in accordo col papa Giovanni VIII fu convocato un concilio a Troyes, che decretò, l'11 settembre 878 la deposizione di Bernardo di Gotia, a Lindoi, verso l'878, succedette il visconte Maiol I, come viene riportato nella Gran enciclopèdia catalana - vescomtat de Narbona. 

Maiol I lo troviamo citato come visconte di Narbona nella Histoire générale de Languedoc avec notes et pièces justificatives, Volume 3. 

Anche Jacqueline Caille, nel suo Vicomtes et vicomté de Narbonne, Des origines au début du xiiie siècle, cita Maiol I, come visconte .
Non si conosce l'anno esatto della morte di Lindoi.

## Discendenza
Di Lindoi non si conoscono né il nome della moglie né alcuna discendenza.

### Fonti primarie
- (LA)  #ES Histoire générale de Languedoc avec notes et pièces justificatives, Volume 2.
- (FR)  #ES Histoire générale de Languedoc avec notes et pièces justificatives, Volume 3.
- (LA)  #ES Hincmari rhemensis archiepiscopi Opera omnia: juxta editionem, Volume 2.
- (LA)  Rerum Gallicarum et Francicarum Scriptores, Tomus IX.
- (LA)  Annales Bertiniani.

### Letteratura storiografica
- (LA)  (FR)  Jacqueline Caille. Vicomtes et vicomté de Narbonne, Des origines au début du xiiie siècle.